# Umani a condizione
Umani a condizione (Conditionally Human) è un racconto di fantascienza dell'autore americano Walter M. Miller del 1952.

## Storia editoriale
Il racconto apparve per la prima volta sul numero 5 della rivista Galaxy Science Fiction nel 1952. Ristampato sul numero 17 del 1952, fu poi raccolto in volume a partire dall'anno successivo. La prima edizione italiana fu, nel 1964, su un numero monografico della rivista Futuria, insieme con l'altro racconto Benedizione oscura e un saggio di Luigi Cozzi. Fu poi incluso nel volume della collana I Massimi della Fantascienza dedicato a Walter M. Miller, assieme al romanzo Un cantico per Leibowitz e agli altri racconti Benedizione oscura e Il mattatore.

## Trama
Nel 2063, per mantenere stabile la popolazione dell'America del Nord, solo alle coppie con i profili genetici migliori è consentito procreare; le altre devono accontentarsi di adottare animali geneticamente modificati, come cani e gatti in grado di parlare in modo elementare. I più richiesti per soddisfare gli istinti materni sono i neutroidi, esseri asessuati creati a partire da ovuli di scimpanzé, che crescono fino a raggiungere l'aspetto di bambini di tre anni e un'età di dieci.
Terry Norris lavora per un centro di allevamento di questi animali: il suo compito è ritirare gli esemplari malati o difettosi per sopprimerli. Egli e sua moglie Anne non possono avere figli perché di livello genetico troppo basso.
Terry viene a sapere che Delmont, uno scienziato della sua organizzazione, ha creato di proposito dei neutroidi sessuati, con un'intelligenza superiore alla media, che potranno arrivare alla pubertà e riprodursi. Il suo compito sarebbe di ritirarli; tuttavia, dopo che ha avuto tra le braccia una di questi, di nome Peony, decide di andare incontro ai desideri di sua moglie, da sempre critica verso le sue mansioni: uccide prima l'ispettore aziendale simulando un incidente, poi un neutroide qualunque al posto di Peony. Farà passare Peony per suo figlio, a cui darà il nome Mike, dopo aver falsificato il certificato di ereditarietà suo e di sua moglie.

## Edizioni
- (EN) Walter M. Miller, jr., Conditionally Human, in Galaxy Science Fiction, vol. 3, n. 5, febbraio 1952,  pp. 30-63.
- Walter M. Miller, Umani a condizione, in Futuria, traduzione di Arianna Rossi Livenzev, n. 4, Zillitti Editore, dicembre 1964.
- Walter M. Miller, Un cantico per Leibowitz; Benedizione oscura; Umani a condizione; Il mattatore, traduzione di Arianna Rossi Livenzev, I Massimi della Fantascienza, Milano, Mondadori, 1988.